# هاولی (تگزاس)
هاولی، تگزاس (به انگلیسی: Hawley, Texas) یک شهر در ایالات متحده آمریکا با جمعیت ۶۴۶ نفر است که در تگزاس واقع شده‌است.

## موقعیت جغرافیایی
موقعیت جغرافیایی شهرها و مناطق اطراف به شرح زیر است: